# Édouard Bobrowski
Pour les articles homonymes, voir Bobrowski.
 (décembre 2016).
Édouard Bobrowski, ((pl)Edward Bobrowski) est un journaliste, réalisateur et écrivain polonais puis français, né à Zonguldak en Turquie le 8 juin 1928 et mort le 19 novembre 2016 à Perpignan.

## Biographie

### Jeunesse
Né à Zonguldak de parents polonais, Edward Bobrowski a d'abord vécu en Turquie jusqu'en 1938, son père ingénieur étant en poste dans ce pays. Après un bref retour en Pologne, ses parents se réfugient en France en 1939 à Paris, puis, après l'exode, Edward Bobrowski est admis en pension au collège jésuite du Caousou à Toulouse en 1941. Il s'en échappe au tout début de l'année 1944 pour rejoindre à 15 ans un maquis anti-franquiste de réfugiés espagnols dans le Cantal. Il participe avec son maquis à la libération de la ville de Toulouse.
Il obtient son baccalauréat en 1946. Fixé à Paris il entre en 1947 à la rédaction en français des ondes courtes de la RDF Télévision française (RDF) puis intègre en 1949 comme journaliste, la Radiodiffusion-télévision française (RTF) dont il devient grand reporter en 1954 sous la direction de Pierre Andreu et Victor Fay. En 1950 il se lie d'amitié avec Stanisław Gebhardt, jeune étudiant réfugié de Pologne, et tous deux entrent dans l'organisation de jeunesse de la Démocratie chrétienne, dont Bobrowski devient secrétaire général.

## Vie professionnelle
En 1959, il est engagé par Pierre Brisson le patron du journal Le Figaro qui le nomme correspondant à Moscou avec le statut d'« envoyé spécial permanent ».
Il quitte, en refusant toute indemnité, Le Figaro propriété du groupe Prouvost, également propriétaire de Christian Dior, en 1960, pour protester contre la réécriture en positif sous son nom par la rédaction parisienne d'un article critique sur la collection Dior dont la ligne « haricot », peu appréciée des femmes russes, est présentée cette année là à Moscou.
Il publie en 1960 un roman Le Mauvais Cas aux éditions Julliard et réintègre la RTF en devenant le responsable des émissions vers l'URSS. Il poursuivra sa carrière dans le service public devenu l'ORTF en 1964, au sein des divisions programmes jusqu'au printemps 1968.

### Cinéaste
En juillet 1968, il crée avec Christine Chardin, monteuse, la société de production les Cinéastes Indépendants de Paris (CINDEP) et devient cinéaste et producteur indépendant.
En 1970, il produit et réalise un premier documentaire Nancy-France- Juin 70, toujours inédit, tourné pendant une élection législative partielle à Nancy en 1970. Il y suit les coulisses de la campagne et jusqu'à son intimité familiale, le candidat Jean-Jacques Servan-Schreiber, auteur du Défi Américain (Paris, Denoël, 1968), premier promoteur en France du marketing politique. L'homme politique s'oppose à la sortie du film en salle, tout en acquérant une copie[réf. souhaitée]. La version courte (2 h) connut cependant un grand succès auprès des cercles politiques[réf. souhaitée] et fit l'objet de plusieurs projections privées notamment auprès de Valéry Giscard d'Estaing et de François Mitterrand[réf. souhaitée]. La version longue (4 h) de ce travail sur l'élection législative de Nancy en 1970, intitulée Super J.J fut diffusée sur les campus[réf. souhaitée].
En 1971 avec Aux urnes, citoyens...,, Édouard Bobrowski entrepris à Arras un autre projet de film documentaire sur le suffrage universel, plus ambitieux encore[non neutre]. Il ne focalisera plus le film sur un seul personnage mais exigera d'avoir accès sans restriction aux réunions internes d'une campagne électorale[réf. souhaitée] là où s'élaborent les stratégies et opérations de conquête des électeurs.
Il entreprit donc de filmer les coulisses et actions publiques de la campagne pour l'élection municipale d'Arras en 1971 où s'affrontaient une liste d'union de la gauche emmenée par Guy Mollet, maire historique de la ville, allié pour la première fois avec les communistes, une liste UDR menée par un jeune loup[style à revoir] de la politique, Francis Jacquemont parachuté d'un cabinet d'un ministériel à Paris, et d'une liste de trublions[non neutre] locaux du PSU.
Le travail de réalisation de ce premier vrai documentaire politique de cinéma direct en France[réf. souhaitée] fut d'une ampleur considérable[non neutre][réf. souhaitée]. Le tournage dura cinquante-sept jours pour produire quarante heures de rushes sur plus de vingt-cinq mille mètres de pellicule 16 mm couleur. Ce travail donna naissance après sept mois de montage au film Aux Urnes, Citoyens..., œuvre lucide et critique[réf. souhaitée] sur le suffrage universel par son travail d'observation et de recueil direct, sans aucune interview, au plus près des pratiques politiques françaises de cette période.
Le film dans sa version aboutie de 4 heures, remarqué et soutenu avec enthousiasme par Jean Rouch[réf. souhaitée], fut néanmoins bloqué six mois sous les pressions de la majorité de droite sans pouvoir sortir des laboratoires[réf. souhaitée]. Il fut sauvé grâce à quelques concours financiers de milieux professionnels et plus particulièrement celui de Jacques Perrin le comédien-producteur du film Z[réf. souhaitée].
Il pût sortir enfin le 20 septembre 1972, distribué par Planfilm, dans une version d'une heure cinquante dans trois salles parisiennes, puis des salles d'Art et Essai en province et des campus.
Aux urnes, citoyens... connût un très beau succès critique et public avec plus de 200 000 entrées, score remarquable pour un documentaire politique.
En janvier 1973 Édouard Bobrowski publie chez Flammarion un livre éponyme Aux Urnes, citoyens... où il livre un récit très fouillé[réf. souhaitée] de cette aventure cinématographique à travers un témoignage lucide et incisif[non neutre] qui constitue un véritable making off du film et un document inestimable[réf. souhaitée] sur la vie politique au niveau local à cette époque.
Cette même année 1973, Édouard Bobrowski entreprend un nouveau travail filmique qui constitue une interrogation critique des films précédents. Il reprend une partie des images de son documentaire Super J.J sur la campagne de Jean-Jacques Servan-Schreiber à Nancy et l'entremêle avec des dialogues fictionnels de personnages contemporains et représentatifs de ces années post 1968. Ce nouveau film, Politikon, écrit comme un brûlot[réf. souhaitée] constitue une réflexion critique très personnelle sur les limites de l'institution du suffrage universel et le développement à ce moment-là de la spectacularisation généralisée de la société. Le film présenté en avant-première au Cercle Cinématographique Universitaire de Clermont-Ferrand (C.C.U.C) le 8 novembre 2013 et il sera ensuite diffusé sur quelques campus.
Jusqu'à la fin des années 1970, Édouard Bobrowski se consacre aux activités de production de sa société CINDEP avec la production et réalisation de nombreux documentaires vidéo d'intervention sociale réalisés et diffusés localement dans villes de banlieue ou en province comme Vivre à Vitry et travailler (1978), Enfants 93 (1978).
Edouard Bobrowski co-produit en 1975, avec les CINDEP la partie française du film polonais Jarosław Dombrowski (1976) réalisé par le cinéaste polonais Bohdan Poręba avec les comédiens français François Maistre, et Armand Mestral.
En 1976 il produit et réalise en Pologne, son pays d'origine, Les enfants de Lénine et de Jean XIII un documentaire de 1 h 38 min sur la société polonaise aux prises avec le « socialisme réel ». Y témoignent des paysans, des ouvriers, des prêtres, des députés , des anonymes et des célébrités comme le réalisateur Andrzej Wajda. Il en ressort un regard assez bienveillant[réf. souhaitée] qui dénote son intérêt à cette époque de sa vie pour la société polonaise d'alors pourtant étouffée par un système non démocratique.

### Scénariste et écrivain
À la fin des années 1970, la société CINDEP (Cinéastes Indépendants de Paris) disparait asphyxiée économiquement. Édouard Bobrowski entame alors un long travail de recherche et d'écriture sur l'histoire de l'Aéropostale. Son intérêt pour cette aventure exceptionnelle et pionnière était né dans les années 1960 quand il était à l'ORTF grâce à un travail documentaire à partir de l’œuvre de Saint-Exupéry : Terre des hommes. Ce travail reconstituait entre autres l'histoire des trajets des premières lignes régulières de l'Aéropostale que Didier Daurat avait créées : Toulouse-Casablanca d'abord, puis son extension jusqu'à Buenos-aires et Santiago du Chili pour créer une ligne mythique de l'Aéropostale où s'illustra Saint-Exupery.
Édouard Bobrowski écrivit en 1978/1979 le scénario , l'adaptation et les dialogues (avec Marcel Jullian) de la série télévisée en six épisodes L'Aéropostale, courrier du ciel. Elle sera réalisée par Gilles Grangier et diffusée par la chaîne France 3 à raison d'un épisode par semaine à la période des fêtes de fin d'année, du samedi 13 décembre 1980 au samedi 3 janvier 1981.
Édouard Bobrowski publie dans le même temps son récit Aéropostale  (Hachette Littérature, Paris, 1980).
Retour au documentaire dans le champ social et politique ensuite avec le film Haya (1982, réalisé avec Claude Blanchet) consacré à la longue grève des O.S, majoritairement immigrés marocains, de l'usine Citroën d'Aulnay-sous-bois qui luttaient pour leur dignité au printemps 1982.

## Dernières années
Édouard Bobrowski se consacre également au début des années 1980 à la mise en place de diverses radios libres de communication sociale dans la région parisienne (Radio Vendanges à Bagneux, Radio 4000 à La Courneuve, Radio Champigny, Radio Soleil dans le Val de Marne et surtout TSF 93 qu'il créé en 1982 avec Jean Kouchner et le soutien du Conseil Général de la Seine Saint-Denis. TSF 93 sera rachetée dans le début des années 1990 par Frank Ténot et Gérard Brémond pour devenir TSF Jazz).
Édouard Bobrowski contribuera également à la mise en place de Forum 92 radio libre lancée à Marseille en 1980 par les Mutuelles de France.
En 1985 Édouard Bobrowski participera à la création de la société de production audiovisuelle Col.Ima.Son montée par Les Mutuelles de France / Région Ile-de-France et qu'il dirigera pendant une première période[réf. souhaitée]. Il montera diverses productions dans ce cadre sur divers thèmes liés aux préoccupations mutualistes.
En 1988 il quitte Paris et part habiter à Toulouse.
Il fonde alors en 1990 l'École de journalisme de Toulouse[réf. souhaitée] qu'il développera et dirigera plusieurs années avant de se retirer de la vie professionnelle. Il meurt à Perpignan.

## Filmographie
- 1972 : Aux urnes, citoyens...
- 1976 : Les Enfants de Lénine et de Jean XXIII[16]
- 1980 : L'Aéropostale, courrier du ciel (TV)
- 1982 : Haya (coréalisateur : Claude Blanchet) - Documentaire de 60 minutes sur l'entreprise Citroën produit par la ville d'Aulnay-sous-Bois

## Publications
- Le Mauvais Cas, Julliard, 1960
- Les grandes énigmes de la Seconde Guerre mondiale (ouvrage collectif), Éditions de Saint-Clair, 1966
- Aux urnes, citoyens..., Flammarion, 1972
- Les grandes énigmes de la Libération, avec Claude Couband et Michel Honorin, présentation de Bernard Michal, Éditions de Crémille, 1973
- Le Destin dramatique des Kennedy, Éditions Famot, 1973
- Aéropostale, Hachette, 1980
- Histoire inconnue de la Libération, avec Edmond Bergheaud et Jean Lanzi, Éditions de Crémille, 1994